# Hieracium macrocephalum
Hieracium macrocephalum es una especie de planta con flor del género Hieracium, de la familia Asteraceae, orden Asterales.

## Distribución
Hieracium macrocephalum se distribuye por Austria.

## Taxonomía
Fue descrita científicamente por Huter ex Dalla Torre.